# Чхаттісгарх
Чгаттісґарг, також Чхаттісгарх або Чхаттісґарг (гінді छत्तीसगढ़, англ. Chhattisgarh) — штат в центральній Індії. Столиця — місто Райпур.

## Географія
Межує зі штатами Мадг'я-Прадеш, Махараштра, Андгра-Прадеш, Оріша, Джаркханд, Уттар-Прадеш.
Північна частина штату знаходиться на околиці Індо-Гангської низовини, в центральній частині штату розташована родюча долина річки Маганаді — основний район вирощування рису в штаті; південна частина штату лежить на плоскогір'ї Декан, в басейні річки Годаварі. Лісистість становить 40 %.

## Економіка
Основа промисловості штату — енергетика, чорна і кольорова металургія. Зокрема, у Бгилаї розташований один з найбільших в Індії металургійних комбінатів (побудований за допомогою СРСР). Працюючі в Корбі ТЕС — одні з найбільших у країні. Також розвинена цементна і хімічна промисловість (виробництво мінеральних добрив). Основа сільського господарства — рис, вирощують також пшеницю і кукурудзу.